# Neopanorpa hualizhongi
Neopanorpa hualizhongi är en näbbsländeart som beskrevs av Hua och Chou 1998. Neopanorpa hualizhongi ingår i släktet Neopanorpa och familjen skorpionsländor. Inga underarter finns listade i Catalogue of Life.